# Skuggstrandlöpare
Skuggstrandlöpare (Bembidion dentellum) är en skalbaggsart som först beskrevs av Carl Peter Thunberg 1787.  Skuggstrandlöpare ingår i släktet Bembidion, och familjen jordlöpare. Arten är reproducerande i Sverige.